# IMSL
IMSL (International Mathematics and Statistics Library) は、FORTRAN、C/C++、Java、C#/.NET FrameworkおよびPython 言語で利用可能な数値計算・統計解析用の商用ライブラリである。大学・官公庁、研究機関の他、金融、科学技術、ビジネスインテリジェンスなど幅広い分野で利用されている。
線形方程式、固有値解析、補間と近似、微分と積分、非線形方程式、微分方程式、最適化などの数学関数のほか、回帰分析、相関、分散分析、実験計画法、ノンパラメトリック統計、時系列予測、クラスタ分析、多変量解析、乱数発生などの統計解析に必要な関数、およびチャート機能や遺伝的アルゴリズム、ニューラルネットワークを含むデータマイニング機能など、幅広く取り揃えている。
開発元は米国 Rogue Wave Software, Inc. 日本国内ではローグウェーブ ソフトウェア ジャパン株式会社が販売・サポートを行っている。同社は、配列指向のプログラミング言語であり可視化データ解析アプリケーションの開発に使用される PV-WAVE, 大規模並列アプリケーション開発向けFortran, C, C++用デバッガ TotalViewの提供も行っている。

## 製品の歴史
- 1970年: Fortran対応「IMSL Fortran ライブラリ」リリース
- 1991年: C/C++プログラマ向け「IMSL C ライブラリ」リリース
- 2002年: Java対応「JMSLライブラリ」リリース
- 2004年: .NET Framework 対応「IMSL C# ライブラリ」リリース
- 2008年: IMSL C ライブラリのアルゴリズムを呼び出すためのPythonラッパー「PyIMSL」リリース
- 2009年: 数値アプリケーションの統合開発環境「PyIMSL Studio」リリース

## サポート環境
- OS ： UNIX、Linux、Microsoft Windows
- ハードウェア ： AMD、インテル、クレイ、富士通、日立、HP、IBM、NEC、SGI、サン・マイクロシステムズ
- コンパイラ ： Absoft、富士通、GNUプロジェクト、インテル、マイクロソフト、Portland